# Честименсько
Честиме́нсько (болг. Честименско) — село в Добрицькій області Болгарії. Входить до складу общини Тервел.

## Населення
За даними перепису населення 2011 року у селі проживали 395 осіб.
Національний склад населення села:
| Національність   | Кількість осіб | Відсоток |
| ---------------- | -------------- | -------- |
| турки            | 252            | 65,6%    |
| болгари          | 129            | 33,6%    |
| цигани           | 0              | 0%       |
| інша             | 0              | 0%       |
| не визначились   | 3              | 0,8%     |
| Всього відповіли | 384            |          |

Розподіл населення за віком у 2011 році:
Динаміка населення: